# 轻沉量级
轻沉量级（英語：light welterweight），又称为初沉量级（junior welterweight）、超轻量级（super lightweight），是搏击运动的体重级别之一。

## 拳击
在职业拳击中，轻沉量级位于轻量级与沉量级之间，划分标准为135磅至140磅（61.29公斤至63.56公斤）。朱里奥·塞萨尔·查韦斯保持着该级别连续卫冕的纪录，共12次成功卫冕世界拳击理事会（WBC）轻沉量级拳王。此外，他还在重夺该头衔后又4次成功卫冕。

### 现任轻沉量级世界拳王
| 组织 | 日期          | 拳王      | 战绩         | 卫冕次数 |
| ---- | ------------- | --------- | ------------ | -------- |
| WBA  | 2022年5月14日 | 空缺      |              |          |
| WBC  | 2021年5月22日 | 喬許·泰勒 | 19-0 (13 KO) | 1        |
| IBF  | 2019年5月18日 | 喬許·泰勒 | 19-0 (13 KO) | 4        |
| WBO  | 2021年5月22日 | 喬許·泰勒 | 19-0 (13 KO) | 1        |

## 踢拳
根据国际踢拳联合会规定，超轻量级划分标准为132.1磅至137磅（60.04公斤至62.27公斤），而轻沉量级的划分标准为137.1磅至142磅（62.31公斤至64.54公斤）。